# Cértima
Cértima est une ville préromaine de la péninsule Ibérique connue par les textes classiques, mais dont la localisation n'a pas été possible à déterminer jusqu'à ce jour.